# Wattens
Wattens este un oraș în districtul Innsbruck Land din landul Tirol (Austria).  El este cunoscut mai ales pentru faptul că aici se află sediul companiei de producție de cristale Swarovski.

## Geografie

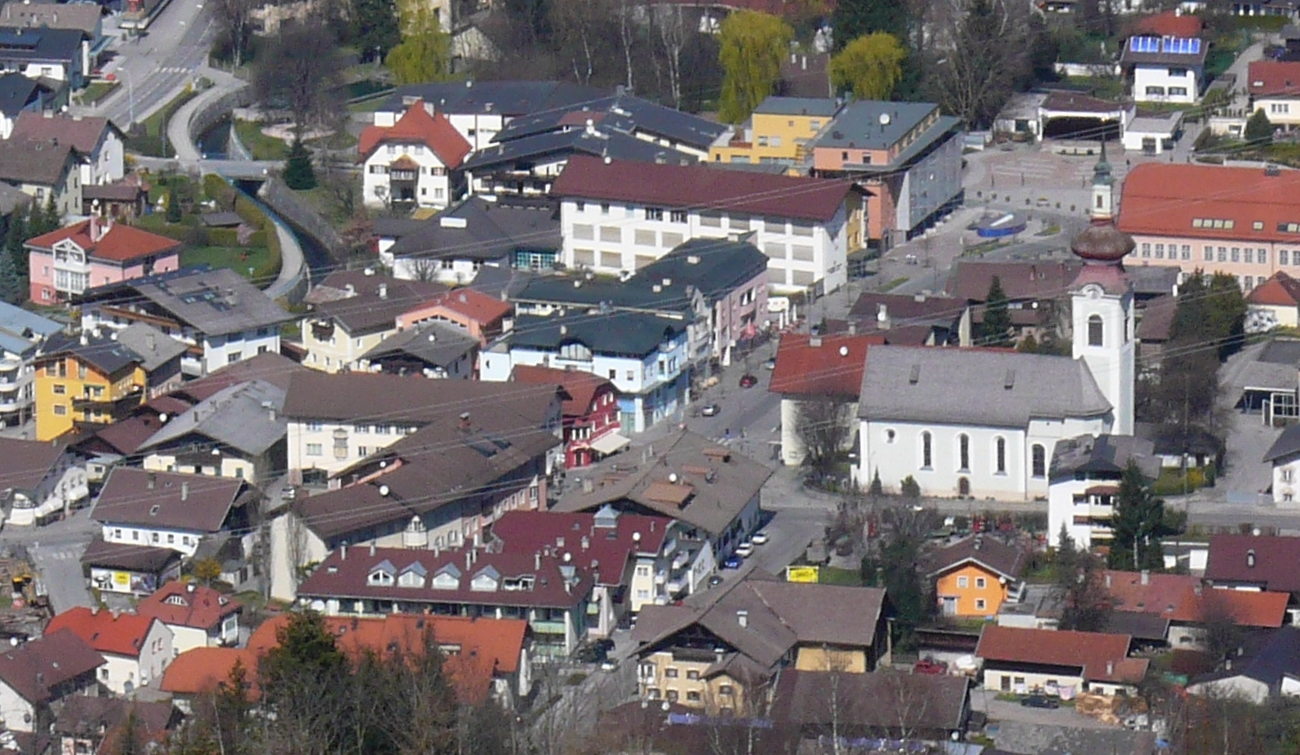
Piaţa principală cu Biserica Sf. Laurenţiu

Wattens este situat în valea inferioară a râului Inn din Tirolul de Nord, la aproximativ 13 km est de Innsbruck. Aria municipală se întinde de la malul sudic al râului Inn, pe valea Wattental, până la vârful Wattentaler Lizum din Alpii Tux.
El are acces la Autostrada Inntal (A 12) și este deservită de trenuri ÖBB în stația Fritzens-Wattens de pe Calea ferată Kufstein-Innsbruck.

## Istoric
Prima așezare omenească a fost atestată arheologic din epoca La Tène; numele Wattens a fost menționat pentru prima dată într-un act din 930, când teritoriul făcea parte din ducatul german Bavaria. Regiunea a fost stăpânită de conții de Tirol începând cu secolul al XII-lea și a fost achiziționat de către Casa austriacă de Habsburg în 1363.
În 1559 o fabrică de hârtie a fost înființată la Wattens, prima astfel de fabrică din ținuturile austriece. Economia locală a fost promovată în continuare, atunci când în 1895 Daniel Swarovski (1862-1956), un tăietor de sticlă din Jiřetín pod Bukovou (Boemia), s-a stabilit aici pentru a începe producția de bijuterii din cristal. Wattens a primit statutul de târg în 1985.

## Economie

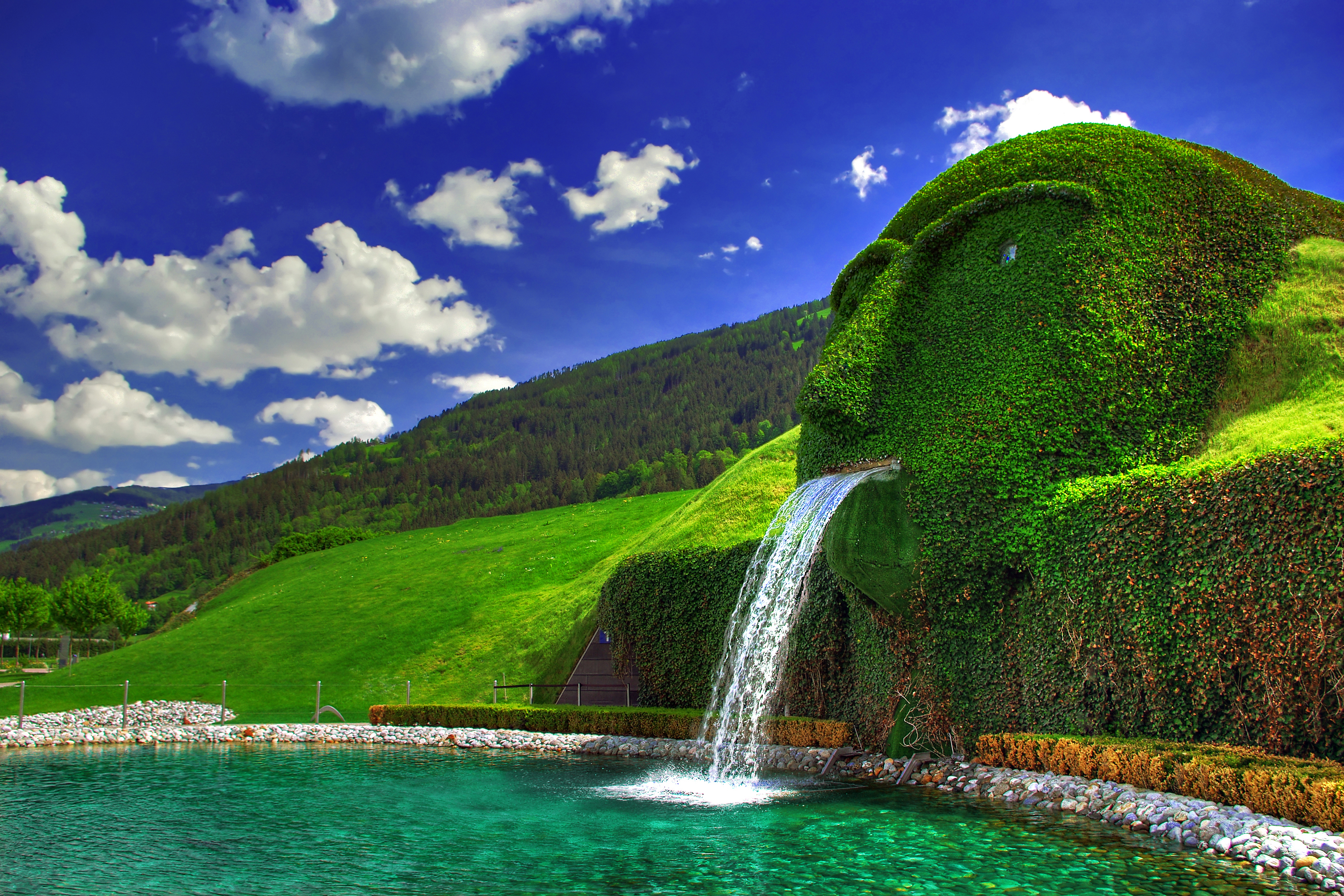
Capul gigantic de la intrarea în 'Lumea de cristal a lui Swarovski

Compania Swarovski este principalul angajator din Wattens. În 1995, ea a sărbătorit o sută de ani de la înființare prin organizarea unui muzeu Lumea de cristal a lui Swarovski. André Heller a proiectat mai multe camere de curiozități inspirate din camerele istorice ale Castelului Ambras. Muzeul prezintă istoria producerii cristalelor, viața lui Daniel Swarovski și o mare colecție de cristale, inclusiv lucrări ale unor artiști notabili, cum ar fi Brian Eno și Niki de Saint Phalle. El este astăzi una dintre cele mai importante destinații turistice din Austria, atrăgând vizitatori din întreaga lume.
Alte muzee sunt Muzeul de mașini de scris și Muzeul Wattens, dedicat istoriei companiei Swarovski, fabricii de hârtie și exponatelor arheologice (antichități din Preistorie) descoperite la Wattens, precum și în localitățile învecinate Volders și Fritzens.
Vechea fabrică de hârtie este predecesoarea fabricii Wattenspapier, unul dintre cei mai importanți producători de hârtie de țigarete, deținută din 1980 de Grupul finlandez Delfort. 97% din hârtia de țigarete este exportată în peste 90 de țări.

## Personalități

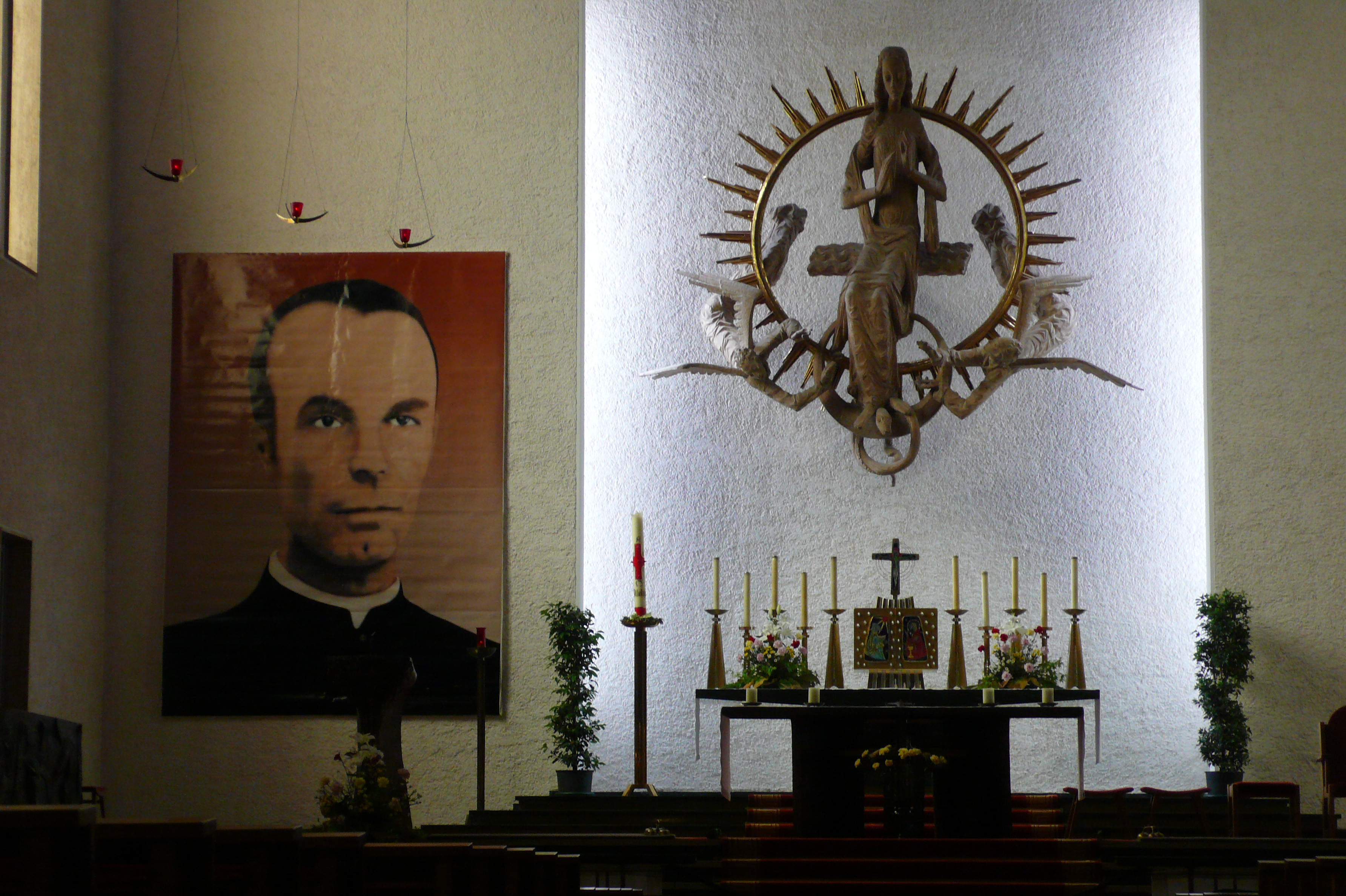
Portretul lui Gapp în biserica parohială Sf. Maria

Wattens este locul de naștere al preotului marianist Jakob Gapp (1897–1943). Respingând vehement Anschluss-ul Austriei la Germania Nazistă din 1938, Gapp a fugit în Franța și după înfrângerea francezilor în 1940, la Valencia (Spania), unde a predicat împotriva persecuției luptătorilor catolici din rezistență de către autoritățile naziste. În noiembrie 1942 a fost capturat de agenții Gestapo-ului din Franța ocupată și deportat la Berlin. El a fost condamnat la moarte într-un proces care a avut loc la Tribunalul Poporului, condus de președintele Roland Freisler și a fost executat la închisoarea Plötzensee. Gapp a fost beatificat ca martir creștin de papa Ioan Paul al II-lea în 1996.